# 黄興国

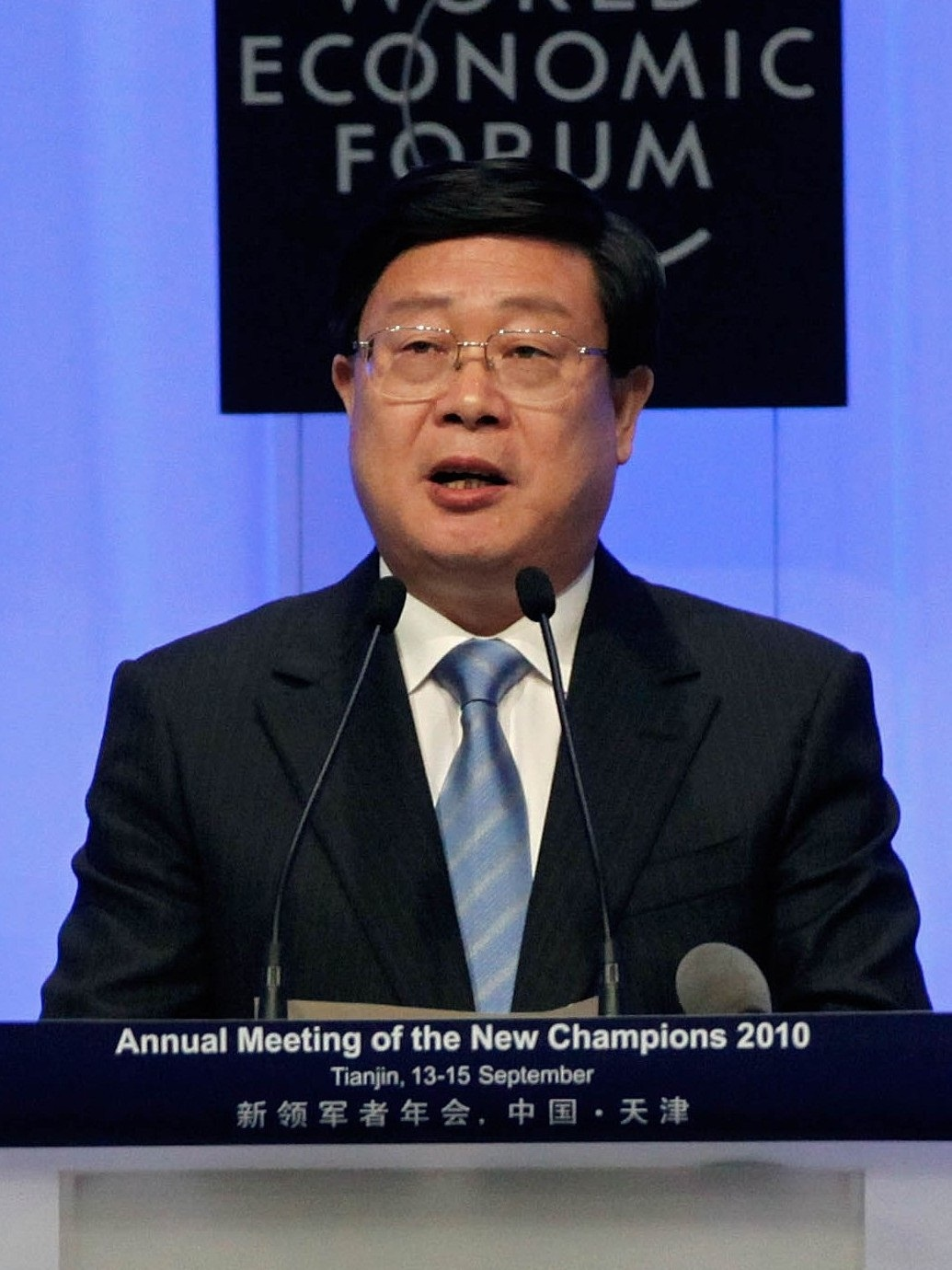
黄 興国

黄 興国（こう こうこく、1954年10月 - ）は、中国の政治家。浙江省象山県出身。2014年12月、汚職容疑で、解任された令計画の後任として、孫春蘭が統一戦線部部長に就任したのを受け、同年12月30日から中共天津市委代理書記だったが2016年9月に規律違反の疑いで失脚した。

## 学歴
浙江省委党校幹部専修科「マルクスレーニン主義」基礎理論専科卒業。同済大学研究生、管理学博士。

## 経歴
- 1973年9月 - 中国共産党入党
- 1972年以降、浙江省象山県暁塘公社団委書記、党委副書記、県団委副書記、金星公社党委書記、県委宣伝部部長、県委副書記、書記等を歴任。
- 1987年7月 - 浙江省台州市地委副書記
- 1989年 - 浙江省台州地委副書記、書記、台州市委書記、省政府秘書長
- 1998年1月 - 浙江省副省長、省委常委、寧波市委書記
- 2003年 - 天津市委副書記、常務副市長
- 2007年6月 - 天津市委常委、常務副市長
- 2007年12月 - 天津市委副書記、市長代理
- 2008年1月 - 天津市委副書記、天津市市長
- 2014年12月30日 - 天津市市委代理書記に就任。[1]
- 2016年9月10日 - 規律違反の疑いで調査を受けていると発表された[2]。
- 2017年9月25日、収賄の罪で地裁から懲役12年、罰金300万元の判決を下された[3]。

十六届、十七届中央候補委員。十八届中央委員。

## 人物
- 中国共産党は歴代の最高指導者を「核心」と呼んできたが、胡錦濤前総書記の時代は集団指導体制を唱え、この呼び方をやめており、習指導体制も当初は、これに倣っていた。しかし、2016年1月8日の会議で、習近平総書記との関係が近いとされる天津市の代理書記である黄興国が「習総書記という核心を守らなければならない」と会議で発言した[4]。これに続き同月11日から15日にかけて、安徽省、湖北省、四川省の各省指導者がそれぞれ同様の表現の演説を発表した[4]。浙江省での勤務の際に当時省党書記であった習総書記との接点があり、習派グループのひとつ之江新軍の一員とされる[5]。
- 2016年9月10日、党規律検査委員会は黄を規律違反の疑いで調査をしていると発表した[2]。更に2015年天津浜海新区倉庫爆発事故の責任が問われる模様。
- 2017年7月20日、収賄罪で起訴されたことが発表された[6]。